# Mikayla Harvey
Mikayla Harvey, née le 7 septembre 1998 à Howick, est une coureuse cycliste néo-zélandaise.

## Biographie

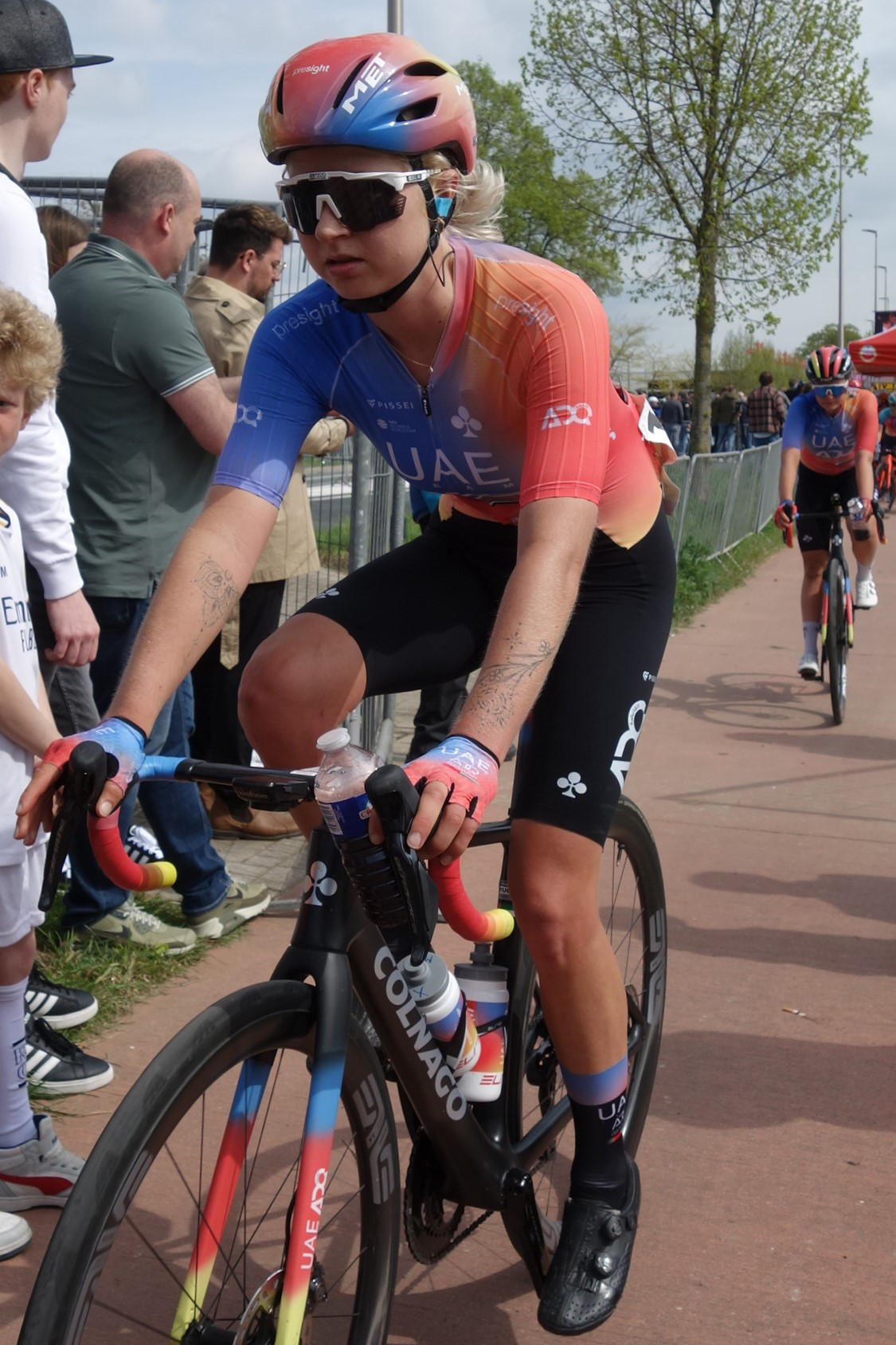
Mikayla Harvey en 2024.

En catégorie junior (moins de 19 ans), Mikayla Harvey est championne de Nouvelle-Zélande sur route en 2015 et championne d'Océanie du contre-la-montre en 2016, et participe aux championnats du monde sur route dans sa catégorie ces deux années.
Passée en catégorie espoirs (moins de 23 ans) en 2017, elle remporte le titre national du contre-la-montre dans cette catégorie en début d'année. Elle dispute ensuite le Santos Women's Tour avec l'équipe de Nouvelle-Zélande. Au printemps, elle est engagée pour quatre mois par l'équipe américaine Illuminate et dispute notamment avec elle le Tour de Californie.
En début d'année 2018, elle est deuxième du championnat de Nouvelle-Zélande du contre-la-montre espoirs puis prend part au Santos Women's Tour avec l'équipe de Nouvelle-Zélande. Treizième du classement général, elle est deuxième du classement de meilleure jeune. En mars, aux championnats d'Océanie, elle obtient la médaille d'or au contre-la-montre espoirs et la médaille de bronze de la course en ligne élite. Au cours de l'été, elle devient championne du monde d'aquabike (compétition mêlant natation en eaux vives et cyclisme sur route), dans la catégorie 20-24 ans.
En fin de saison, elle dispute ses premiers championnats du monde sur route en catégorie élite, à Innsbruck en Autriche. Ces championnats se soldent par deux abandons : elle chute après huit kilomètres de course au contre-la-montre et est distancée à un tour de l'arrivée lors de la course en ligne,.
Pour la saison 2019, Harvey s'installe en Europe pour rejoindre l'équipe danoise Bigla.  Lors du Tour de Bretagne, elle remporte le contre-la-montre individuel de la troisième étape.
La saison 2020 est celle de la révélation. Elle termine 12e des Strade Bianche, 13e du GP de Plouay, puis 12e de La Course by Le Tour. Elle est cinquième et meilleure jeune du Tour d'Italie. En fin d'année, elle est septième de la Flèche wallonne, son premier top 10 sur une course World Tour.
Après une saison 2020 réussie, elle signe un contrat avec l'équipe World Tour Canyon-SRAM Racing pour la saison suivante. Lors de l'Emakumeen Nafarroako Klasikoa, dans la côte de Goñi, Elise Chabbey sort avec Sara Martín. Elles reviennent sur Ashleigh Moolman dans la descente. Derrière, un quatuor incluant  Mikayla Harvey parte en poursuite et opère également la jonction. Le groupe est finalement repris. Harvey est présente dans le final et attaque sur le plat. C'est cependant Annemiek van Vleuten qui parvient à partir. Harvey est sixième. Elle est ensuite cinquième du Gran Premio Ciudad de Eibar. Sur la première étape du Tour de Suisse, dans le deuxième tour de circuit, six favorites dont Elise Chabbey et Mikayla Harvey sortent dans la côte. Harvey est cinquième de l'étape. Elle conclut l'épreuve à la même place. En 2022 et les deux années suivantes avec la formation UAE Team ADQ, Harvey ne réédite pas ses succès en raison d'une mononucléose.
Pour la saison 2025, elle prend un nouveau départ avec l'équipe numéro une mondiale SD Worx-Protime, où elle souhaite retrouver son niveau pour aider l'équipe en montagne.

## Palmarès

### Par année
- 2015
  -  Championne de Nouvelle-Zélande sur route juniors
- 2016
  -  Championne d'Océanie du contre-la-montre juniors
  -  Médaillée d'argent du championnat d'Océanie sur route juniors
- 2017
  -  Championne de Nouvelle-Zélande du contre-la-montre espoirs
- 2018
  -  Championne d'Océanie du contre-la-montre espoirs
  -  Médaillée de bronze du championnat d'Océanie sur route
  - 2e du championnat de Nouvelle-Zélande du contre-la-montre espoirs
- 2019
  - 3e étape du Tour de Bretagne
- 2020
  - 2e du championnat de Nouvelle-Zélande du contre-la-montre espoirs
  - 5e du Tour d'Italie
  - 7e de la Flèche wallonne
- 2022
  - 10e du Women's Tour
- 2023
  - 6e du Tour des Émirats arabes unis
- 2024
  - 2e du championnat de Nouvelle-Zélande du contre-la-montre

### Résultats sur les grands tours

#### Tour d'Italie
6 participations
- 2019 : 32e
- 2020 : 5e et  vainqueure du classement meilleure jeune
- 2021 : 27e
- 2022 : 20e
- 2023 : 68e
- 2025 : 33e

#### Tour de France
1 participation
- 2024 : 82e

#### Tour d'Espagne
2 participations
- 2024 : 49e
- 2025 : 42e

### Classements mondiaux
| Année                                 | 2018 | 2019 | 2020 | 2021 | 2022 | 2023 | 2024 |
| ------------------------------------- | ---- | ---- | ---- | ---- | ---- | ---- | ---- |
| Classement UCI                        | 124e | 429e | 26e  | 83e  | 191e | 200e | 372e |
| UCI World Tour                        | 247e | 150e | 17e  | 76e  | 99e  | 92e  | 250e |
|                                       |      |      |      |      |      |      |      |
| Légende : nc = non classéSource : UCI |      |      |      |      |      |      |      |